# 구천 (월나라)

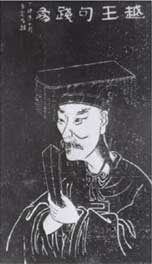
월왕 구천

구천(句踐, ? ~ 기원전 464년)은 중국 춘추 전국 시대 후기의 월나라 군주로 윤상(允常)의 아들이다. 책사 범려의 뒷받침으로 당시 화남에서 강세를 자랑하고 있던 오나라를 멸망시켰다. 춘추오패의 한 사람이다.
기원전 508년에 왕태자(王太子)로 책봉된 이후 기원전 500년부터 기원전 497년까지 월나라 왕태자의 신분으로 부왕 윤상(允常)의 대리청정을 맡았으며 기원전 497년에 부왕의 서거로 즉위하였고 기원전 464년에 붕어하였다.

## 생애

### 와신상담
오나라와 월나라는 오랜 기간 숙적이었다. 오왕 합려는 월나라를 없애기 위해 대군을 거느리고, 침략을 강행하였다. 그러나 범려의 계책으로 오군은 대패하고, 합려는 이 때의 부상으로 사망하게 된다. 대신 장자인 부차가 오왕으로 즉위했다. 부차는 부친의 원한을 잊지 않기 위해, 장작 위에서 잠을 자며, 오자서의 도움을 받아, 보좌에 올라서 다시 월나라를 쳐들어가고 이번에는 월나라를 멸망 직전까지 몰아붙인다. 충신 범려의 진언에 따라 빼어난 미인 서시를 부차에게 바치면서 항복을 청하고, 부차는 오자서의 맹렬한 반대를 무릅쓰고, 이것을 수용한다. 구천은 오나라로 가서, 부차의 하인이 되어 열심히 부차를 섬겨 방심을 유도하여 다시 월나라로 돌아온다. 구천은 이 때의 억울함을 잊지 않고 방에 쓴 쓸개를 매달고 매일 그것을 맛보면서 복수를 맹세한다. 이것이 와신상담이라는 고사이다.
월나라로 돌아간 구천은 착착 국력을 기르고, 부차가 출타한 틈을 타서, 침략을 단행한다. 오의 황태자 우를 참하자, 부차는 허둥지둥 되돌아 오지만, 힘을 기른 월나라를 이기기에는 역부족이었다. 오나라를 멸망시킨 구천은 월나라의 수도를 현 장쑤성 연운항으로 옮기고, 제후들을 모아 중원의 패자가 된다.

### 공신들을 숙청함
범려는 또다른 구천의 총신인 문종에게 구천은 고생은 함께 할 수 있으나, 낙은 함께할 수 없는 관상이니 떠나자고 권하였다. 하지만 문종은 숙청을 피해 구천을 떠나야 한다는 범려의 도움말을 듣기를 거부하고, 범려는 사직하고 천하를 주유한다. 예견대로 구천은 공을 세운 신하들에 대한 숙청을 자행하여, 문종 역시 죽임을 당한다.

## 자신을 비롯한 월나라의 방계 가계
구천 및 월나라 왕들은 하나라의 초대 시조인 우왕의 방계 후손이라 한다. 본인 스스로도 이를 자랑스럽게 여겼다.

## 가족 관계
- 정비: 아어왕후(雅語王后)
- 계비: 월부인
- 제1후비: 수비(綏妃)
- 제2후비: 주희(柱姬)
- 제3후비: 서시
- 동생: 등각공주(登刻公主)
- 딸: 계완공주(桂婉公主)- 아어 生
- 딸: 영소공주(英昭公主)- 수비 生

## 같이 보기
- 합려